# Eurykleia
Eurykleia (starořecky Εὐρύκλεια) je postava z řecké mytologie. V Homérově Odysseii vystupuje jako věrná služebnice a Odysseova chůva.

## Příběh
Její otec Ops ji jako mladou prodal za 20 volů do služeb krále Laerta z Ithaky. Ten s ní neměl důvěrný vztah, protože se chtěl vyhnout konfliktům se svou ženou Antikleiou; s tou měl syna Odyssea, kterého pak Eurykleia od dětství vychovávala. Po Odysseově odjezdu do trojské války se stala hlavní služebnicí jeho manželky Pénelopy.
Když se Odysseus po dvaceti letech vrátil na Ithaku, musel se nejprve zbavit nápadníků, kteří obtěžovali jeho věrnou manželku, aby obnovil svou vládu. Protože chtěl utajit svou identitu, přišel do paláce v přestrojení za žebráka; i bohyně Athéna mu pozměnila podobu, aby ho chránila před úklady nápadníků. Nepoznala ho ani Pénelopé. Řekla ale Eurykleii, aby hostovi umyla nohy. Stará služebná si přitom všimla na Odysseově stehně jizvy po ráně, kterou mu kdysi způsobil svým klem kanec. Podle ní poznala svého vracejícího se pána; ten jí přikázal, že ho nesmí prozradit jeho manželce ani nikomu dalšímu.
Když Odysseus nakonec Pénelopiny nápadníky přemohl, dozvěděl se od své chůvy, kdo z jeho sluhů a služebných ho za jeho nepřítomnosti zradil a přešel na stranu nápadníků, a potrestal je. Eurykleia pak probudila svou paní a řekla jí o Odysseově návratu. Pénelopé této zprávě uvěřila až poté, co zjistila, že muž, který se vrátil, zná tajemství, o kterém kromě ní a jejího manžela nemohl nikdo vědět.
Eurykleia se stala v antické mytologii symbolem pečlivé a věrné služebnice.